# Leptosphaerulina dryadis
Leptosphaerulina dryadis är en lavart som först beskrevs av Karl Starbäck och som fick sitt nu gällande namn av Lennart Holm. 
Leptosphaerulina dryadis ingår i släktet Leptosphaerulina, och familjen Didymellaceae. Arten är reproducerande i Sverige.